# Selenochlamys ysbryda
Selenochlamys ysbryda ist eine Nacktschneckenart aus der Familie Trigonochlamydidae der Landlungenschnecken (Stylommatophora). Die Art wurde erst 2006 in Wales gefunden.

## Merkmale
Selenochlamys ysbryda ist ausgestreckt 6 bis 7 cm lang und besitzt einen stark länglichen Habitus. Das Atemloch sitzt am hinteren Teil des Körpers. Die Tiere sind weiß und weitgehend blind (rudimentäre Augen sind aber noch vorhanden), eine Anpassung an die unterirdische und nächtliche Lebensweise.

## Vorkommen, Lebensweise und Verbreitung
Die Art wurde erst 2006 in Wales entdeckt und 2008 erstmals formal beschrieben. Da das Verbreitungsgebiet der Familie Trigonochlamydidae auf den Kaukasus und die Gebirge der Nordtürkei und des Nordiran beschränkt ist, wird angenommen, dass sie eingeschleppt worden ist. Selenochlamys ysbryda unterscheidet sich aber von der einzigen bisher beschriebenen Art der Gattung Selenochlamys, Selenochlamys pallida O. Boettger, 1883 in einigen Merkmalen und wurde deshalb als neue Art beschrieben. Aufgrund der Radula und der Anatomie des Schlundes wird von den Tieren angenommen, dass sie Fleischfresser sind und Regenwürmer jagen. Sie leben überwiegend unterirdisch und sind nachtaktiv. Sie sind bisher nur von einigen wenigen Stellen in Südwales bekannt geworden.

## Systematik
Der Artname „ysbryd“ bedeutet auf Walisisch „Gespenst“ und spielt auf die geisterhafte weiße Farbe an. Der daraus abgeleitete Trivialname ist im Englischen „Ghost slug“, Geisterschnecke. Es ist erst die zweite Art aus der Gattung Selenochlamys O. Boettger, 1883.